# بخش تخت سلیمان

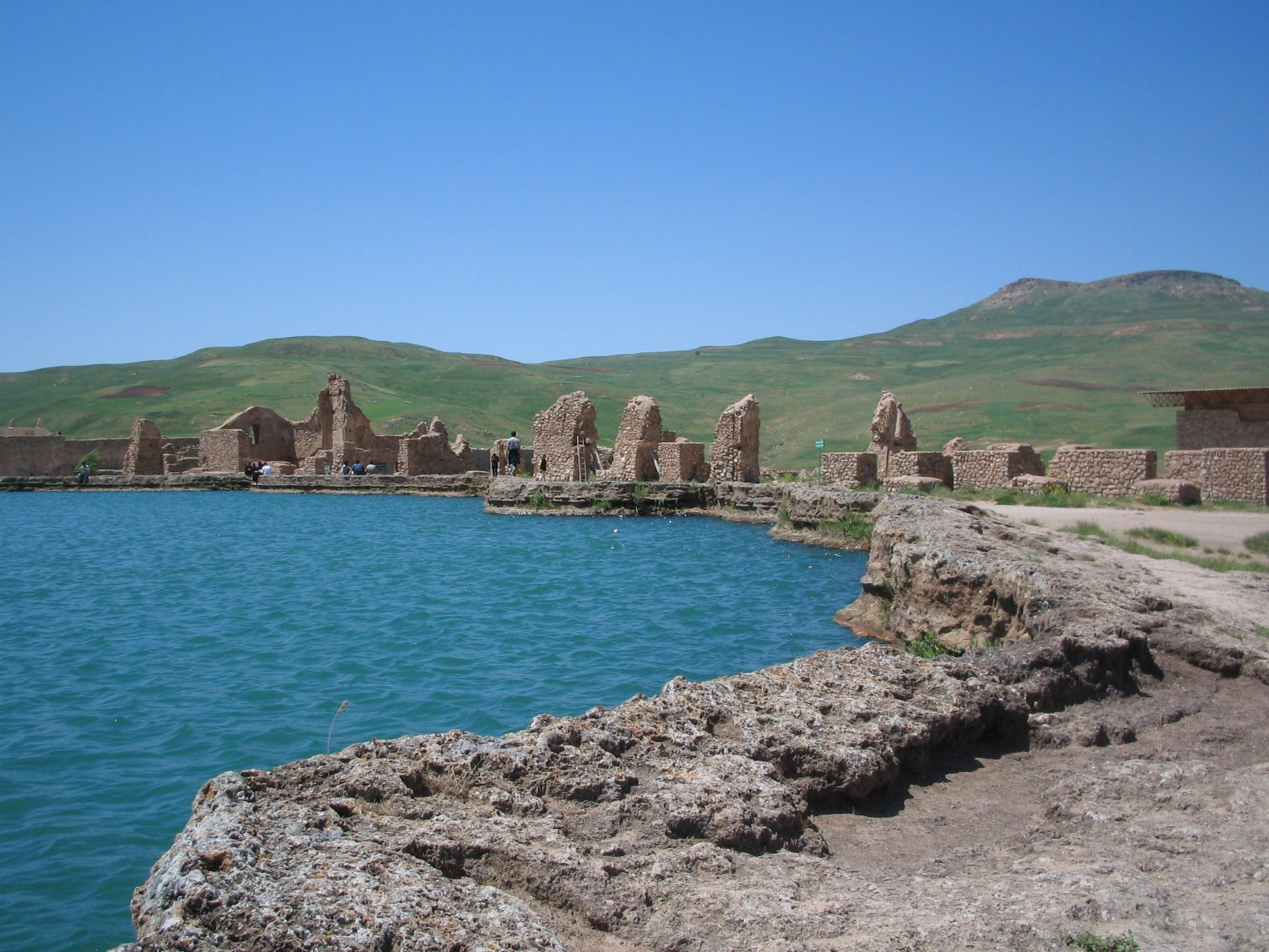
بخش تخت سلیمان

بخش تخت سلیمان یکی از بخش‌های تابعه شهرستان تکاب در استان آذربایجان غربی در شمال غربی ایران است.
مرکز این بخش، شهر  تخت سلیمان است.

## تقسیمات کشوری
دهستان‌های بخش تخت سلیمان
- دهستان احمدآباد
- دهستان ساروق
- دهستان چمن

شهرها: تخت سلیمان

## جمعیت
بنابر سرشماری مرکز آمار ایران در سال ۱۳۹۵، جمعیت این بخش برابر با ۲۰٬۰۹۷ نفر (۵٬۹۲۹ خانوار) بوده‌است. مردمانش به زبان های ترکی آذربایجانی و کُردی سخن می‌گویند. 